# Paramartha
Paramārtha (ur. 499, zm. 569) (chiń Boluomotuo 波羅末陀 lub Zhendi 真諦, kor. Chŏngje; jap. Shintai, wiet. Chân Đế.) – indyjski misjonarz buddyjski i tłumacz.

## Życie
W 546 r. przybył do Chin, a konkretnie do Guangzhou (Kanton). Stamtąd udał się do stolicy dynastii Liang – Jianye (obecnie Nankin) na zaproszenie cesarza Wu. Cesarz pragnął stworzyć biuro tłumaczeń, którym zarządzałby Paramartha. Rebelia przeciwko cesarzowi przeszkodziła w realizacji tego planu. Paramartha rozpoczął więc wędrówkę po całych południowych Chinach, zatrzymując się głównie w klasztorach i tłumacząc teksty buddyjskie. Biorąc pod uwagę warunki w jakich dokonywał tłumaczeń, było ich sporo; najważniejsze to: Suvarnaprabhāsasūtra, Madhyāntavibhāgaśāstra i Vajracchedikasūtra.
Ponieważ życie jakie zmuszony był wieść nie odpowiadało mu, wielokrotnie czynił starania o powrót do Indii, jednak liczne grono jego zwolenników prosiło go o pozostanie w Chinach.
Gdy w 562 r. miał już odpłynąć do Indii gwałtowny sztorm zmusił statek do powrotu do portu w Guangzhou. Przy pomocy urzędnika miejskiego i jego syna urządził się w tym mieście i dokonał wielu ważnych dla rozwoju chińskiego buddyzmu tłumaczeń. To upewniło go na jakiś czas, że dokonał dobrego wyboru pozostając w Chinach.
Jednak w 568 r. ponownie pojawiły się u niego objawy depresji i od samobójstwa ocaliła go akcja grona jego zwolenników. Starali się nawet o to, aby mógł udać się do stolicy Jianye, ale tamtejsi mnisi poczuli się zagrożeni przybyciem tak wybitnego mnicha i torpedowali wszelkie ich starania.
W następnym roku Paramartha rozchorował się i zmarł w wieku 71 lat.

## Działalność
Swoimi tłumaczeniami sutr należących do szkoły vijñānavāda (lub jogaczary) dokonał trudu wprowadzenia tych idealistycznych nauk do Chin a prace Asangi i Vasubandhu stały się znane w buddyjskich kręgach kraju. Był także biografem Wasubandhu. 
Uważa się także, iż wprowadził do Chin nauki szkoły sarvastivada (zwanej tu szkołą jiushe oraz szkołę trzech traktatów czyli shelun znaną pod swą sanskrycką nazwą madhjamika.
Niektórzy badacze uważają, że jest on autorem egzegetycznego traktatu Foxin lun, który przypisywany jest Wasubandhu. Sanskrycki tytuł tego traktatu to Buddhagotra śāstra.

## Tłumaczenia
Tłumaczenia znajdujące się w kanonie buddyjskim; T – numer katalogowy tekstu w Taishō shinshū daizōkyō, Tokio 1924–1934; K – numer katalogowy tekstu w The Korean Buddhist Canon: a Descriptive Catalogue, pod red. Lewisa R. Lancastera, Berkeley 1979 r.
- 1. Vajracchedikāprajñāpāramitāsūtra [T 237, K 15] 569 r.
- 2. Sandhīnirmocanasūtra [T 677, K 155] 557 r.
- 3. Wushangyi jing [T 669, K 235] 557 r.
- 4. Yijiaojing lun [T 1529, K 564] pom. 557 a 569 r. Tekst Wasubandhu.
- 5. Niepanjing benyujin wujie lun [T 1528, K 566] 550 r. Tekst Wasubandhu
- 6. Aṣtādaśāśūnyatāśāstra [T 1616, K 580] pom. 557 a 569 r. Tekst Nagardżuny.
- 7. Mahāyānasamgraha [T 1593, K 588] 563 r. Tekst Asangi.
- 8. Mahāyānasamgrahabhāṣya [T 1595, K 590] 563 r. Tekst Wasubandhu
- 9. Foxin lun [T 1610, K 596] pom. 557 a 569 r. Tekst Wasubandhu
- 10. Madhyāntavibhamgabhāṣya [T 1599, K 597] pom. 557 a 569 r. Tekst Wasubandhu
- 11. Juedingzang lun [T 1584, K 598] pom. 548 a 557 r.
- 12. Vimśatikāvṛtti [T 1589, K 610] pom. 557 a 569 r. Tekst Wasubandhu
- 13. Xianshi lun [T 1618, K 611] pom. 557 a 569 r.
- 14. Trimśikā(kārikā) [T 1587, K 612] pom. 557 a 569 r. Tekst Wasubandhu
- 15. Mahāyānaśraddhotpādaśāstra [T 1666, K 616] 553 r. Tekst Aśwaghoszy
- 16. Rājaparikathāratnamālī [T 1656, K 617] pom. 557 a 569 r. Tekst Nagardżuny (Tybet)
- 17. Sanwuxing lun [T 1617, K 622] pom. 557 a 569 r.
- 18. Tarkaśāstra [1633, K 626] 550 r.
- 19. Ālambanaparīkṣā [T 1619, K 629] pom. 558 a 569 r. Tekst Dignagi
- 20. Hastavālaprakarana [T 1620, K 643] pom. 558 a 569 r. Tekst Arjadewy
- 21. Arthavighuṣtasūtra [T 97, K 725] 563 r.
- 22. Foapitan jing [T 1482, K 938] pom. 557 a 569 r.
- 23. Luershier mingliao lun [T 1461, K 942] 568 r. Tekst Buddhatraty
- 24. Abhidharmakośaśāstra [T 1559, K 953] pom. 563 a 568 r. Tekst Wasubandhu
- 25. Lakṣanānusāraśāstra [T 1641, K 962] pom. 557 a 569 r. Tekst Gunamatiego.
- 26. Lishi apitan lun [T 1644, K 967] 559 lub 558 r.
- 27. Catuhsatyaśāstra [T 1647, K 974] pom. 557 a 569 r. Tekst Wasuwarmana
- 28. Samayabhedoparacanacakra [T 2033, K 975] pom. 557 a 569 r. Tekst Wasumitry
- 29. Samayabhedoparacanacakra [T 2032, K 976] pom. 557 a 569 r. Tekst Wasumitry (Tybet)
- 30. Sāmkhyakārikā [T 2137, K 1032] pom. 557 a 569 r.
- 31. Posou pantou fashi zhuan [T 2049, K 1038]  pom. 557 a 569 r.
- 32. Dazong dixuan wenben lun [T 1669, K 1396] pom. 557 a 569 r.